# 瘋騷快活人
瘋騷快活人是香港網絡電台MyRadio的其中一個合家歡節目。逢星期日晚上九時至十時半於網上以聲音及視像形式直播。節目於2008年7月20日首播，由前香港電台節目主持李麗蕊（Sara）及梁繼璋（Michael）主持﹐是前香港電台節目清晨快活人，及香港電台最受歡迎節目之一瘋show快活人於網上電台的延續版本，過去收聽率一直高企，當中包括不同年齡及不同階層的聽眾。而節目保留有梁繼璋十多年的廣播一貫風格，於其宣傳聲帶中自稱「正宗瘋騷快活人」。

## 時間
- 星期二晚上 11:30pm - 1:00am （香港時間）
  - MyRadio二台聲音視像直播

- 星期三下午 12:00am - 1:30pm （香港時間）
  - MyRadio一台聲音重播

## 節目內容
求偶討論區、戲假情真廣播劇、雙星道、Hot Dog Talk等等。
其中的Sex and the Kowloon City，眾主持以休閒、說笑的節目模式，邀請網友對預先特定的香港社會性別現像作網上討論，集思廣益，每集主題有：

### 2008年
| 日期    | 主題                 |
| ------- | -------------------- |
| 7月20日 | 港男港女；香港馬蘭佬 |
| 8月3日  | 分手的理由           |